# Johannes Frank
Ne doit pas être confondu avec Johannes Franck ou Hans Frank.
Pour les articles homonymes, voir Frank.
Gerhard Johannes (Hans) Frank, né le 12 septembre 1905, était un adjudant-chef (Sturmscharführer) de la section II de la SIPO-SD qui fut le second commandant, à la suite de Philipp Schmitt, du camp de rassemblement de Malines qui servait de camp de transit pour la déportation des Juifs de Belgique.

## Accusations envers Philip Schmitt
Léon Krinek est un homme d'affaires juif fortuné qui dispose de laissez-passer lui permettant d'aller et venir librement à la caserne Dossin pour en extraire les marchandises confectionnées et les revendre aux entreprises belges avec lesquelles il est en contact pour le compte de Philipp Schmitt, le commandant du camp. L'activité est lucrative, Léon Krinek fait ainsi le présent d'une Ford V8 au commandant du camp. Début 1943, Johannes Frank interroge Léon Krinek à propos de ces malversations et accuse aussitôt Philipp Schmitt de prévarication. Schmitt est démis de ses fonctions, tout du moins à la caserne Dossin, puisqu'il gardera le commandement du Fort de Breendonk.
Le 9 mars 1943, Johannes Frank est placé à la tête du SS Juden SammellagerMecheln, le camp de regroupement de Malines. La mercantile stratégie de survie de Léon Krinek le conduit néanmoins à sa perte puisqu'il est arrêté le 16 avril 1943 et sera déporté le 19 avril 1943 par le XXe convoi de la déportation des Juifs de Belgique (matricule XX-1526).

## Réorganisation du camp
Johannes Frank réorganise le camp de rassemblement et ne conserve de l'ancienne équipe de Philipp Schmitt que Max Boden. Les conditions de détention s'améliorent un tant soit peu sous son commandement. Ainsi, la fouille des femmes, sources de multiples exactions, est désormais confiée à des femmes. Les détenus peuvent recevoir des colis sans qu'ils soient largement vidés de leur contenu. Les poêles sont remis en fonction dans les chambrées. Certaines visites furent même autorisées. Les conditions de détention se dégradent cependant rapidement en raison de la durée de séjour et de la surpopulation du camp de transit liée au fait, qu'à cette époque, les allemands peinent à constituer rapidement un contingent complet en vue de sa déportation. Les maladies contagieuses se déploient parmi les détenus du camp.

## Débâcle
Dans la nuit du 3 au 4 septembre 1944, les membres de la SS et leurs auxiliaires fuient l'avance alliée abandonnant à leur sort les 527 détenus en attente d'un aller-simple pour Auschwitz.

## Arrestation et jugement
Johannes Frank est arrêté à Arnhem en 1949, il sera condamné à 6 ans de prison et sera libéré anticipativement en avril 1950 et retournera à Essen en Allemagne.